# Instrumento de teclado

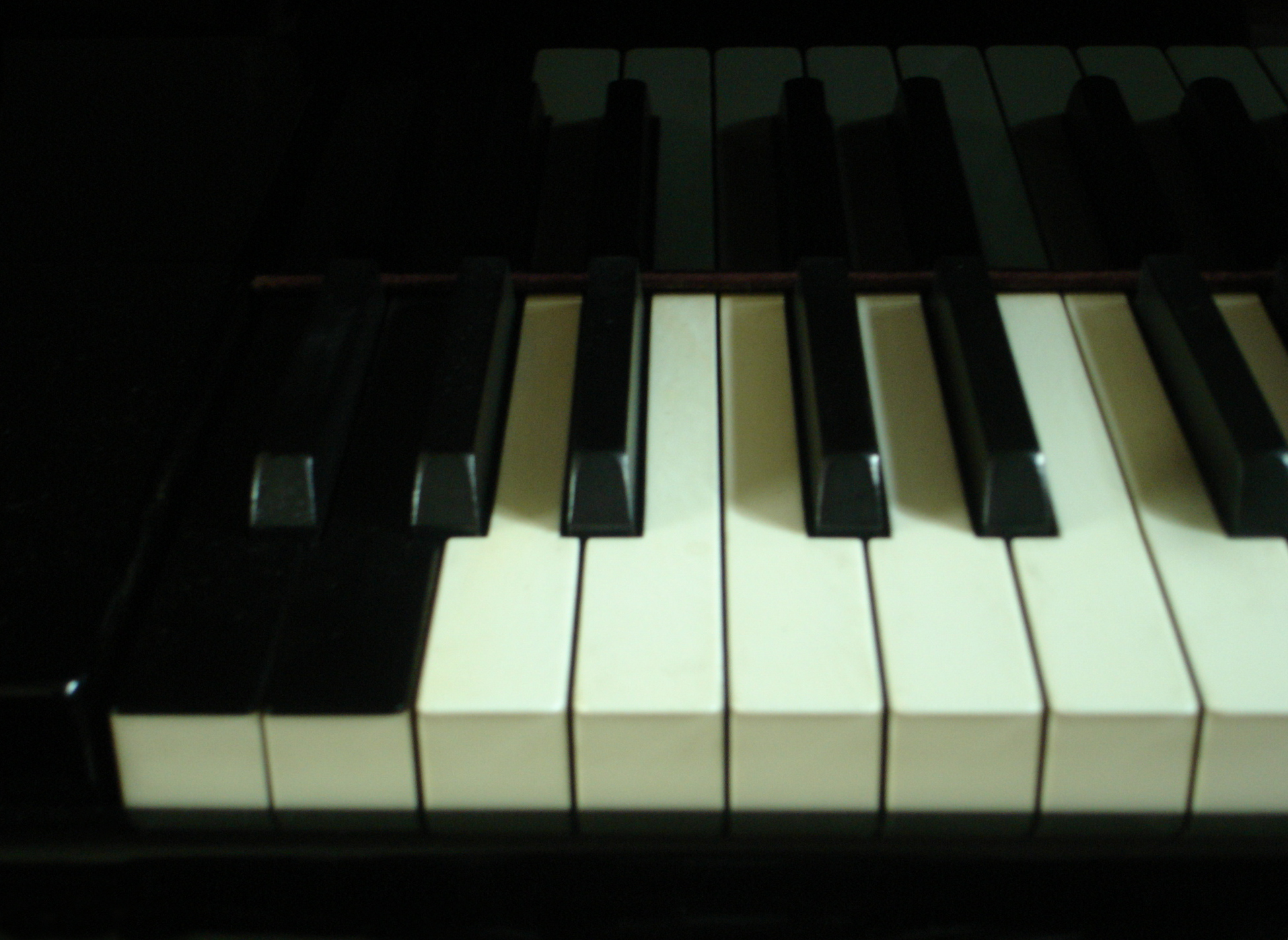
Teclado de un piano.

Un instrumento de teclado es un tipo de instrumento musical que usa un teclado para interpretarlo. El teclado es la parte o sección frontal, que está provista de teclas y destinada a ser accionada por medio de los dedos de las manos. Por extensión, teclado se aplica comúnmente a todo instrumento musical provisto de teclado.
Está compuesto por un conjunto de teclas adyacentes, negras y blancas. El intervalo entre teclas adyacentes es de un semitono, y entre dos teclas corresponde a un tono. Un intérprete de instrumentos de teclado es un teclista o tecladista en algunos países.

## Historia
Los teclados musicales están hechos sobre la base de la afinación occidental. Las notas naturales de la escala de do (do, re, mi, fa, sol, la, si) son blancas y de mayor tamaño, mientras las correspondientes a los sostenidos (do♯, re♯, fa♯, sol♯, la♯)
o bemoles (re♭, mi♭, sol♭, la♭, si♭) son negras y un poco más pequeñas.
La organización convencional de las notas en el teclado data del siglo XV, aunque la idea de teclado puede rastrearse hasta el siglo III a. C., con el hydraulis (órgano de agua griego).

### Orígenes
Muchos tratados históricos sitúan el origen del piano, como instrumento, en el monocordio inventado por Pitágoras para demostrar su teoría de las proporciones aplicadas a la música. Este instrumento consistía en una cuerda de metal tensada sobre una caja de resonancia y que se hacía sonar percutiéndola, punteándola o frotándola. De este modo se puede considerar el monocordio como el origen de todos los instrumentos de cuerda, tanto si tienen teclado como si no.
Pero hoy en día también se considera la posibilidad de que el antecesor del piano sea el salterio. Este instrumento apareció en Europa en la Edad Media y fue representado en ilustraciones y esculturas a partir del siglo XII. Probablemente su origen se encuentre en el sudeste asiático.
El salterio está constituido por un número considerado de cuerdas de distintas longitudes para conseguir un gran rango de sonidos desde los graves a los agudos, colocados sobre una caja de resonancia. Estas cuerdas se hacían sonar pulsándolas con los dedos o percutiéndolas por medio de un plectro.

### Aparición del teclado
La época de invención del teclado no se conoce todavía pero se encuentran vestigios de su existencia en el siglo IV d. C., aunque de una forma ciertamente rudimentaria.
La aplicación del teclado al salterio se intentaría en Italia en el siglo XIV. Según un pasaje de la “Postik” del sabio Scaliger, el alemán Simius había construido un instrumento llamado “simicon”, el cual era un monocordio cuyos sonidos se producían por plectros que se movían de abajo arriba, mediante la acción de un teclado. Esos plectros más tarde se perfeccionaron con el fin de conseguir un sonido mejor, usándose picos puntiagudos de plumas de cuervo. Scaliger nos dice que ese instrumento en su juventud llevaba el nombre de “clavicymbalum” o de “harpsichordium”, y que después del perfeccionamiento de las plumas de cuervo se habría denominado espineta.
Como conclusión de este pasaje de la “Postik”, podemos decir que de la aplicación del teclado al salterio surgen una serie de instrumentos que, con su evolución y perfeccionamiento, darían origen al piano. Estos instrumentos se dividirían en dos tipos: los de cuerda punteada (clavicémbalo, espineta y virginal) y los de cuerda golpeada (clavicordio y piano).

## Número de teclas
El número de teclas en los teclados se ha incrementado con el tiempo.
En el siglo XVIII los clavecines tenían hasta cinco octavas (poco más de 61 teclas), mientras que la mayoría de los pianos fabricados desde 1870 tenían 88 teclas.
Algunos pianos modernos tienen algunas teclas más (por ejemplo un Bösendorfer 225 tiene 92, y un Bösendorfer 290 Imperial tiene 97 teclas).

Los órganos generalmente tienen 61 teclas por «manual».

Los sintetizadores tienen por lo general 61, 76 u 88 teclas (casi 5, 6 o 7 octavas, respectivamente).
El número de teclas negras y blancas puede variar según el fabricante, y según el modelo de teclado. Por ejemplo, hay teclados de 5 octavas con 61 teclas de tipo sintetizador u órgano. También hay modelos con 76 teclas. Los pianos digitales compactos (portátiles) cuentan con teclados de 88 teclas contrapesadas

### Tipos de instrumentos de teclado
Los tipos de instrumentos de teclado pueden ser:
- instrumentos de viento (órgano, acordeón, melódica),
- instrumentos de cuerda (clave o clavecín, clavicordio, piano, clave-laúd, espineta),
- instrumentos de percusión (celesta) o
- instrumentos electrónicos:
  - Ondas Martenot
  - teclado electrónico
  - piano eléctrico (como el Fender Rhodes y el Wurlitzer).
  - piano electrónico (como el Roland AX7).
  - órgano eléctrico (como el Hammond, el Farfisa y el Vox Continental).
  - sintetizadores analógicos (como el Moog y los ARP).
  - sintetizadores digitales (como el Yamaha DX7)
  - mellotrón (prototipo de un sampleador).
  - sampleadores digitales.
  - keytar.

### Otros instrumentos de teclado
Existen instrumentos con una conformación similar a los teclados, sin ser exactamente instrumentos de teclado. Por ejemplo, el xilófono, la marimba, el vibráfono, la lira o el glockenspiel cuentan con barras de algún material resonante dispuestas igualmente en tonos y semitonos, pero son golpeadas directamente mediante algún tipo de baqueta.